# Gyula Hankovzsky
Gyula Hankovzsky, madžarski general, * 12. junij 1898, † 10. junij 1982.